# Neo Cab
『Neo Cab』（ネオキャブ）は、アメリカのインディーゲームスタジオChance Agencyが開発したノベルゲーム。

## 概要
自動運転車が一般化した近未来のアメリカ・カリフォルニア州の都市ロス・オジョス（Los Ojos）を舞台に、数少ない人間のドライバーの一人としてNeo Cab社のタクシーを運転する女性リナと個性的な乗客たちによる会話劇が展開される。久々の再会後に突如失踪した旧友の女性サビーを捜すことになったリナは、夜の街でタクシー業務を続けながら様々な話を聞き、ロス・オジョスを掌握する大企業Capraの暗部に迫っていくことになる。
本作の物語の大部分はタクシーの車内で進行する。乗客を目的地に送り届けるまでの間に会話を行うことになるが、途中に表示される選択肢の選び方などによりリナの感情が随時変化し、その後の展開に影響を与える。リナの感情はリナが装着する腕輪「Feelgrid」に点灯する色として可視化されている。
本作のゲームデザイナーであるパトリック・ユーイング（Patrick Ewing）は作風について、キャロル・リード監督による1949年公開のフィルム・ノワール『第三の男』からインスピレーションを得たと語っている。この作品と本作は、行方不明の友人を主人公が捜索するという筋書きや巨大な組織が実権を握っている世界観などに類似性が見られる。

## システム
ゲーム内のアプリを起動すると地図上に数人の待機客の位置情報が表示され、客を選択することでNeo Cab車内での会話パートが始まる。待機客の種類はゲームの進行状況によって変化する。目的地へ向かう際には車のバッテリーが消費されるため、勤務外の時にチャージ施設で代金を支払い充電する必要がある。
会話パートでは感情を表す色と3段階の感情の強さがFeelgridに反映される。色を大まかに分けると、赤（怒り、不安）、黄（興奮、幸福感）、緑（平静）、青（憂鬱、無気力）の4種類だが、実際にはそれらの間の色も用いられ、画面上では色相環のような図で感情の位置が示される。Feelgridの状態は会話途中に表示される選択肢に影響を及ぼし、特定の感情限定の項目が追加されたり、逆に一部項目が選択不可となったりする。
客が降車すると、その客からの5段階評価が示され、評価に応じた運賃を受け取る。また、直近の評価の平均値が「ドライバー評価」として算出されるが、これが4.0未満の状態になると警告が出続け、最終警告後の業務が終了した時点で4.0未満だった場合はNeo Cabから契約を解除されてしまい、ゲームオーバーとなる。
1日に最低2回、最高3回の業務をこなすとその日のノルマ達成となる（最終日を除く）。達成後は各所にある宿泊施設で代金を支払い泊まることになるが、施設の種類によりFeelgridが特定の状態に変化する。

## 用語
Capra
ロス・オジョスの巨大企業。自社の自動運転車を広く普及させるなどオートメーション分野の頂点に君臨し、通信業や宿泊業など様々な分野にも進出している。警察組織でもCapraの技術が用いられている。
Feelgrid
装着者の血液の流れから感情を読み取り、その状態を色と強さで表示する装身具。リナが装着しているのはブレスレット型だが、サビーはペンダント型を身に着けている。
約1年前にCapraがFeelgridの製造元を秘密裏に買収し、企業活動に利用している。
Radix
反自動車かつ反Capraを掲げる活動家団体。所属メンバーは「Radix Swarm」と呼ばれる。歯車の中央にハチが描かれたシンボルマークを用いている。自転車での移動を好み、ダンスクラブ「Stanzmaschine」を溜まり場とする。
20年ほど前に小さな組織として始まったが、Capraの台頭とともに政治色を強め、勢力を拡大している。
ソフィー法 (Sophie's Law)
人間のドライバーを規制する目的で提出されている法案。近日に是非を問う住民投票が予定されている。
屋外パーティーの会場に人間ドライバーの車が突っ込み、バレエダンサーのソフィー・ルミュー（Sophie Lemieux）を含む十数人が死亡した事件が発端だが、事件直後に死亡したドライバーの情報がほとんど公開されないなど不明瞭な点が多く、裏でCapraが関与していると疑う向きもある。

## 登場人物
名前に☆がついている人物は「プライムユーザー」と呼ばれ、ドライバー評価が5.0の時のみ乗車させることができる。
リナ・ロメロ (Lina Romero)
田舎町カクタス・フラット（Cactus Flats）出身の女性Neo Cabドライバー。サビーからは「リ・バニー（L-Bunny）」の愛称で呼ばれる。サビーと同居していた時期もあったが、大喧嘩の末にサビーがロス・オジョスに移り住んでいる。
人生の行き詰まりを感じていたさなかにサビーからまた一緒に暮らそうと電話で誘われ、彼女の住むロス・オジョスへNeo Cab車で向かう。サビーの失踪後はタクシー業務で金銭を稼ぎながら行方を探ることになる。
かつてはCapraのドライバーとして働いていたこともあるが、人間ドライバーの一斉解雇の仕打ちを受け、それ以降Capraに対して激しい嫌悪感を抱いている。
サビー・リード (Savy Reed)
リナの友人の女性。リナからは「サビエスト（Savviest）」の愛称で呼ばれる。周囲の男性を惹きつける男たらしの一面を持ち、リナがそれに度々振り回されてきた経緯がある。
ロス・オジョスを訪れたリナにプレゼントとしてFeelgridを渡し数時間後に再び会う約束をして別れるが、それ以降消息を絶つ。
Capraの悪事を暴こうと数か月前からRadixとCapraの両組織に属して二重スパイ行為を働いていたが、その途上でCapraからFeelgridを盗んでおり、後に警察から指名手配される。
リアム・ベアード (Liam Baird)
写真家になることを目指し各地を放浪する男性。リナがロス・オジョスへ向かう道中で乗車し、ロス・オジョス内でも乗車機会がある。
ソフィー・ルミューの追悼集会の様子を撮影しウェブ上に投稿した写真がCapraのプロパガンダに勝手に利用されていたことを知り、Capraとの対決姿勢を鮮明にする。
アズール・ヘルナンデス (Azul Hernandez)
Radixに所属する男性。過去にCapra車に撥ねられて左腕を失い、機械仕掛けの義腕を装着している。ドライバーであるリナに対して排他的な態度をとる。サビーと面識がある。
自転車での走行中に再びCapra車に撥ねられたことを受けSwarmに助けを求めたが、現場に来たSwarmがアズールをよそに暴動を始めたためリナの車に逃げ込み、すぐに発車するよう求める。
ウーナ・セイントクレア (Oona St. Clare)
量子統計学者の女性。「量子の魔女」の異名でも呼ばれる。
もしも別の選択をしていたらというタイムライン分岐の考えに強い関心を持ち、リナの会話内容からサビーに関する情報を導き出す。また、パスワードを破るハッキング能力にも長けており、リナのFeelgrid内のデータを解析する。
カルロス・ウォン (Carlos Wong)
クリニックを運営する男性。医師免許を取得しておらず、社会的弱者を助けるという名目のもとで大病院のライブラリーをハッキングし内容を確認しながら医療行為を行っている。リナの好みのタイプ。
リナがクリニックを訪れた際には、リナに対するカウンセリングや診療中の患者に関する相談を行う。
アリー・ブリーム (Allie Bream)
Capraに所属し、スーベイランス（本人いわく「草の根の監視活動」）の職務に就いている女性。外部の情報を記録できる機械的なスーツを身に着けている。
仕事内容に疑問を抱きつつも上層部からの指示を実直に遂行し、初回乗車時には競合会社であるNeo Cabの動向を探るべく身分を明かさずにリナへの質問を次々と行う。正体の発覚後、リナから仕事を辞めるよう忠告されるが、職を失うことの怖さから煮え切らない態度をとる。
ギデオン・デカルブ (Gideon DeKalb)
裕福な家庭で暮らす14歳の少女。4歳の時に車に轢かれ怪我をして以降、母親のヤンシー（Yancy）の方針により、行動の監視機能を搭載したパワードスーツ「Kindermech」に閉じ込められた状態で生活している。
幼少期から過干渉を続けソフィー法成立推進の活動に自分を利用する母のことをファシストと断じ激しく嫌っている。3度目の乗車時にはIT関係者であるおばの協力によりスーツを脱いでいるが、今後どう生きていくべきかについて悩み、リナに相談する。
アゴノン (Agonon)
メタウォピアン教（Metawopian）を信奉する男性。常に陰鬱な態度をとり続け、機嫌が良くなることを嫌う。
痛みを糧にするという想像上の怪物「ペイン・ワーム（pain worm）」を引き合いに出して人間の心痛の救済を説くが、一方で、慢性的な体の痛みに苦しんだ末に間もなく死を迎える信徒の女性ミランダ（Miranda）のもとへ向かう際には自身の姿勢について葛藤を見せる。
サム・ルーカス (Sam Lucas)
元受刑者と自称する男性。約10年ぶりの出所だと語り、ロス・オジョスの街並みを車内から見て一喜一憂する。
収監前の時期にクッキー作りを教えてくれた恩人の女性・キャシー（Cassie）に再会しもう一度クッキーを焼きたいと考えていたが彼女の家は既になく、彼女から借りるつもりだった業務用泡立て器が必要だが購入資金がないとしてリナに無心を頼む。しかし、後にキャシーの話は金銭詐欺のための作り話だったと判明する。
ルーク・ハワード (Luke Howard)☆
Capraに所属する男性。毎回、泥酔状態で乗車する。
初回乗車時には車内で嘔吐しておきながらその嘔吐物を他人のものだと頑なに主張し、2度目の乗車時には同乗者のサムに騙され寄付の名目で金銭の振り込みを促される。
クラウス・ベルク (Klaus Berg)
後述のマレクの知人の男性。プロフィールに「研究者」とあるが詳細は不明。1度目と2度目の乗車時にはマレクを連れている。ドイツ語のアクセントで話す。
初回乗車時にはリナのことをロボットドライバーと決めつけ、それを証明しようと不躾な質問を次々と投げかける。一方3度目の乗車時には、自身が60歳の誕生日を迎えるにあたり走行中の車内から外に飛び出したいという願望をリナに伝える。
マレク・ブルジンスキー (Marek Brodzinski)
クラウスの知人の男性。クラウスとの関係性や素性は不明。ドイツ語のアクセントで話す。
3度目の乗車時には、老いたアシカのマルセル（Marcel）を車のトランクに乗せてほしいとリナを急かすが、当のマルセルはその場におらず実在するのかはっきりしない。
フィオナ・パク (Fiona Pak)
男性との出会いを求める女性。職業などの素性は不明。自分の容姿に自信が持てず、出会い系サイト上で顔にフィルターをかけてごまかし実際に男性と会って落胆されるということを繰り返している。
デートの約束をしている男性ドレ（Dre）のもとへ向かうために乗車し、リナにアドバイスを求める。一方、3度目の乗車時にはサビーについてリナにアドバイスをする。
ステラ・ブニュエル (Stella Buñuel)
舞台役者の女性。仕事に恵まれず、仲介人を通して細々と端役の仕事を続けている。
劇場へ向かう車内で自分が演じる予定の役になりきろうとし、リナがそれに付き合うことになる。
アンソニー・コルトン (Anthony Colton)
テック系のインキュベーター事業を経営する男性。1度目の乗車時には後述の女性リサをガールフレンドとして連れているが、後に振られる。
以前に自身が興した決済サービス会社がCapraに買収され、その後社風が合わず1年で辞めている。買収を機に性格を陽気に変え整形も行ったが、実際の内面との落差に悩んでいる。
リサ・ゴールド (Risa Gold)
様々なAIを学習させる業務を担うAIトレーナーの女性。人間のドライバーに対して批判的な考えを持っている。
自身が担当するAIシステムについて、エラー発生率を十分に下げられないまま発売日が迫り、私的な時間を捧げ改良に尽力している。一方、目標達成後となる3度目の乗車時には虚無感に囚われており、リナに行き先を委ねる。
チャーリー・エリオット (Charlie Elliot)☆
Capraに所属する男性。サビーのボーイフレンドの一人だとアズールは語っているが、実際の彼には意中の男性がいる。
かつての自身の部下だったサビーがFeelgridを盗み去ったことでCapraから責任を問われる立場に置かれており、サビーの友人と明かすリナに対して強く警戒する。
ジェイス・セルビテル (Jace Selvitelle)
Radixの実質的なリーダーとされる男性。サビーのボーイフレンドで、アズールによると筋骨隆々の体にタトゥーを入れているとのことだが、作中で姿を現すことはない。
ソフィー法の支持者と反対勢力による激しい衝突が発生した市街の一角で待機していたはずだったが、リナが現場へ向かう途中で位置情報がキャンセルされ、結局乗車させることなくリナは業務を終える。

## 受賞・ノミネート
- IndieCade（英語版） 2019 「Narrative Design Award」受賞[10]
- Game Developers Choice Awards 2020 「Best Debut」ノミネート（Chance Agencyとしてのノミネート）[11]
- 第16回英国アカデミー賞ゲーム部門（英語版） 「Game Beyond Entertainment」ノミネート[12]